# Xeroplexa setubalensis
Xeroplexa setubalensis is een slakkensoort uit de familie van de Geomitridae. De wetenschappelijke naam van de soort werd, als Helix setubalensis, voor het eerst geldig gepubliceerd in 1850 door L. Pfeiffer. Het is het typesoort van het geslacht Xeroplexa.